# Deborah Boedeker
Deborah Boedeker (* 31. Dezember 1944 in St. Louis) ist eine US-amerikanische Klassische Philologin.

## Leben
Deborah Boedeker studierte Klassische Philologie am Wellesley College (Bachelor 1966) und an der St. Louis University, wo sie 1967 den Mastergrad erlangte und 1973 zum Ph.D. promoviert wurde. Anschließend war sie Junior Fellow am Center for Hellenic Studies und lehrte an der Georgetown University, am Brooklyn College, am Wellesley College und am College of the Holy Cross. Von 1992 bis 2010 war sie Professor of Classics an der Brown University; von 1992 bis 2000 war sie außerdem zusammen mit ihrem Ehemann Kurt Raaflaub Direktorin des Center for Hellenic Studies.
Boedekers Forschungsschwerpunkt ist die griechische Literatur und Religion. Sie gab außerdem Sammelbände zur Geschichtsschreibung (Herodot), zum Trojanischen Krieg, zur politischen und kulturellen Geschichte Athens sowie zur griechischen Lyrik (Simonides von Keos) heraus.

## Schriften (Auswahl)
- Aphrodite’s Entry into Greek Epic. Leiden 1974 (Dissertation)
- Descent from Heaven: Images of Dew in Greek Poetry and Religion. Chico, CA 1984 (American Classical Studies 13)

Herausgeberschaft
- Herodotus and the Invention of History. 1987 (Arethusa 20)
- The World of Troy: Homer, Schliemann, and the Treasures of Priam. Washington, D.C. 1997
- The Iliad, the Odyssey, and the Real World. Washington, D.C. 1998
- mit Kurt Raaflaub: Democracy, Empire, and the Arts in Fifth-Century Athens. Cambridge, MA 1998
- mit David Sider: The New Simonides: Contexts of Praise and Desire. Oxford 2001